# Новозыбков (станция)
Новозыбков — узловая железнодорожная станция в одноименном городе. Располагается на пересечении однопутных тепловозных линий Брянск — Гомель — Жабинка / Брест (между станциями Клинцы и Злынка; ближайшие раздельные пункты — разъезд Манюки и станция Злынка) и Новозыбков — Климов (бывшая линия Новозыбков — Новгород-Северский). В границах станции располагаются платформы 202 км, Карховка и 9 км.

## История
На особом совещании в присутствии Императора 14 февраля 1883 года обсуждался вопрос о сооружении стратегической железной дороги через Полесье. По результатам последовало указание Министру путей сообщения принять все необходимые меры к тому, чтобы своевременно, не позднее как в трехлетний срок, соорудить Полесские железные дороги по направлениям: 1) Вильно-Ровно с ветвями Барановичи – Белосток; 2) Седлец – Малкин и 3) Пинск – Гомель. Общая протяженность этих дорог составила 1 075 верст (1 верста – 1 066,8 м.). Стоимость работ была оценена более чем в 20 млн. рублей.
Первыми были построены и запущены в работу линии Жабинка – Пинск, Вильно – Лунинец – Пинск, Лунинец – Ровно, Лунинец – Гомель, Белосток – Барановичи.
Однако Полесские железные дороги не были ограничены указанными направлениями. Высочайше утвержденным 6 апреля 1885 года положением Комитета министров был разрешен к постройке за счет казны участок от Гомеля до Брянска протяженностью 256 верст.
Из Указа Императора Александра III:
«Разрешив приступить к постройке железной дороги от Гомеля до Брянска, повелеваю: сделать надлежащия распоряжения к отчуждению из частного владения земель и других имуществ, которые потребуются под устройство этой дороги и ея принадлежностей, вознаграждение же владельцев за отчуждаемую собственность, поступить на точном основании существующих узаконении об имуществах, отходящих из частного владения по распоряжению правительства. Александр. Петродворец. 11 июня 1885 года».
Работы на данном участке начались в сентябре 1885 года и практически все выполнялись вручную. При перевозке всевозможных грузов использовались лошади. Специалистам и простым рабочим приходилось жить и трудиться в тяжелых условиях, вдоль железнодорожной линии, ночевать в палатках и землянках.
Насыпь для будущей дороги возводили рабочие из Киевской губернии – «грабари», поскольку у них уже имелся некоторый опыт в этом деле, приобретенный в ходе строительства юго-западных дорог.
Рельсы подвозили из Брянска. Их изготавливали на акционерном обществе «Брянский рельсопрокатный, железоделательный и механический завод», учрежденном в 1873 году. Впоследствии это предприятие легло  в основу крупнейшего в Брянской области промышленного производства – Брянского машиностроительного завода. Шпалы изготавливались на месте при помощи топоров и пил.
По территории Новозыбковского уезда линия Полесских железных дорог прошла уже в 1885 году. До этого первые обсуждения ее строительства состоялись в Новозыбковской уездной управе в 1868 году. Из предложенных в тот год 4-х направлений железнодорожных линий в качестве наиболее выгодной рассматривалась ветка «…от местечка Бахмача, обходя реку Сейм между селами Пальчики и Тростянкою, на Бондаревку в Макошин; оттуда, мимо Мены, Александровки, Погорелец, к Семеновке Новозыбковского уезда, а затем уже на Елионку близ города Стародуба, обходя в стороне Клинцы, до пересечения с Орловско-Витебской дорогой».
По мнению членов управы, дорога, входя в Новозыбковский уезд, должна переходить через реку Снов и несколько углубляться в уезд. Строительство целесообразно вести одновременно как с южного, так и с северного концов уезда, постоянно приближаясь к середине.
Очередная дискуссия по данному поводу состоялась в Новозыбкове в 1874 году, поскольку стало известно о проекте железной дороги от Гомеля до Брянска. Первоначально этот проект затрагивал незначительную часть Новозыбковского уезда и предполагал строительство дороги через реку Ипуть недалеко от Старых Бобович. Учитывая данное обстоятельство, гласный Богинский П.И. заявил, что «такое направление не только не принесет никакой пользы уезду, но и самую постройку дороги сделает дорогим». В связи с этим господин Богинский П.И. просил председателя уездного земского собрания Уманца М.М. ходатайствовать перед правительством об изменении направления Гомельско-Брянской дороги таким образом, «…чтобы она от пос. Клинцов проходила южнее города Новозыбкова к станции Гомель; этим избегается необходимость строить дамбы по реке Ипути».

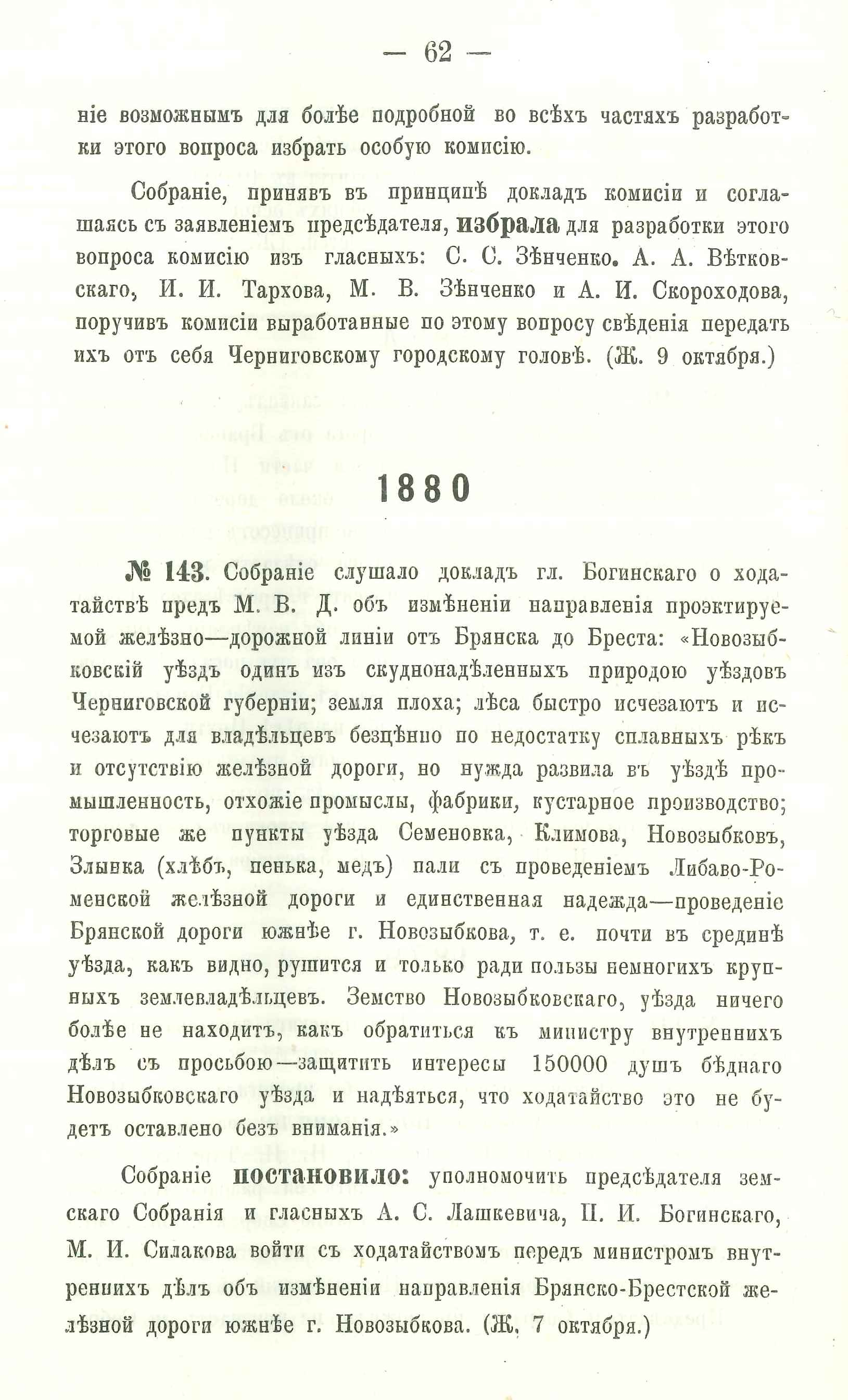
Свод постановлений Новозыбковского уездного земского собрания 1865-1883 гг

К 1879 году в Новозыбкове была создана специальная комиссия по вопросу строительства железной дороги в составе Зенченко С.С., Зенченко М.В., Ветковского А.А., Тархова И.И., Скороходова А.И. В следующем году в Новозыбковское уездное собрание поступил доклад Богинского П.И. об изменении направления проектируемой железнодорожной линии от Бреста до Брянска следующего содержания:
«Новозыбковский уезд один из скуднонаделенных природой уездов Черниговской губернии; земля плоха; леса быстро исчезают и исчезают для владельцев бесценно по недостатку сплавных рек и отсутствию железной дороги, но нужда развила в уезде промышленность, отхожие промыслы, фабрики, кустарное производство; торговые же пункты уезда Семеновка, Климово, Новозыбков, Злынка (хлеб, пенька, мед) пали с проведением Либаво-Роменской железной дороги и единственная надежда – проведение Брянской дороги южнее г. Новозыбкова, т.е. почти в средине уезда, как видно,рушится и только ради пользы немногих крупных землевладельцев. Земство Новозыбковского уезда ничего более не находит, как обратиться к министру внутренних дел с просьбою – защитить интересы 150 000 душ бедного крестьянского уезда и надеяться, что ходатайство это не будет оставлено без внимания».
По итогам длительных обсуждений и дискуссий правительство утвердило проект строительства участка Полесской железной дороги от Гомеля к пос. Злынке на Новозыбков по левому берегу реки Ипуть. Именно этот проект впоследствии был реализован и функционирует до сих пор. Для поддержки данного проекта избрали депутацию в составе гласных Богинского П.И., Уманца М.М. (строителя первого в городе православного храма в честь Чуда Архистратига Михаила в Хонех), Лашкевича А.С. (основателя первой в Новозыбкове публичной библиотеки), спичечных магнатов Волкова М.М. и Осипова Ф.И. 

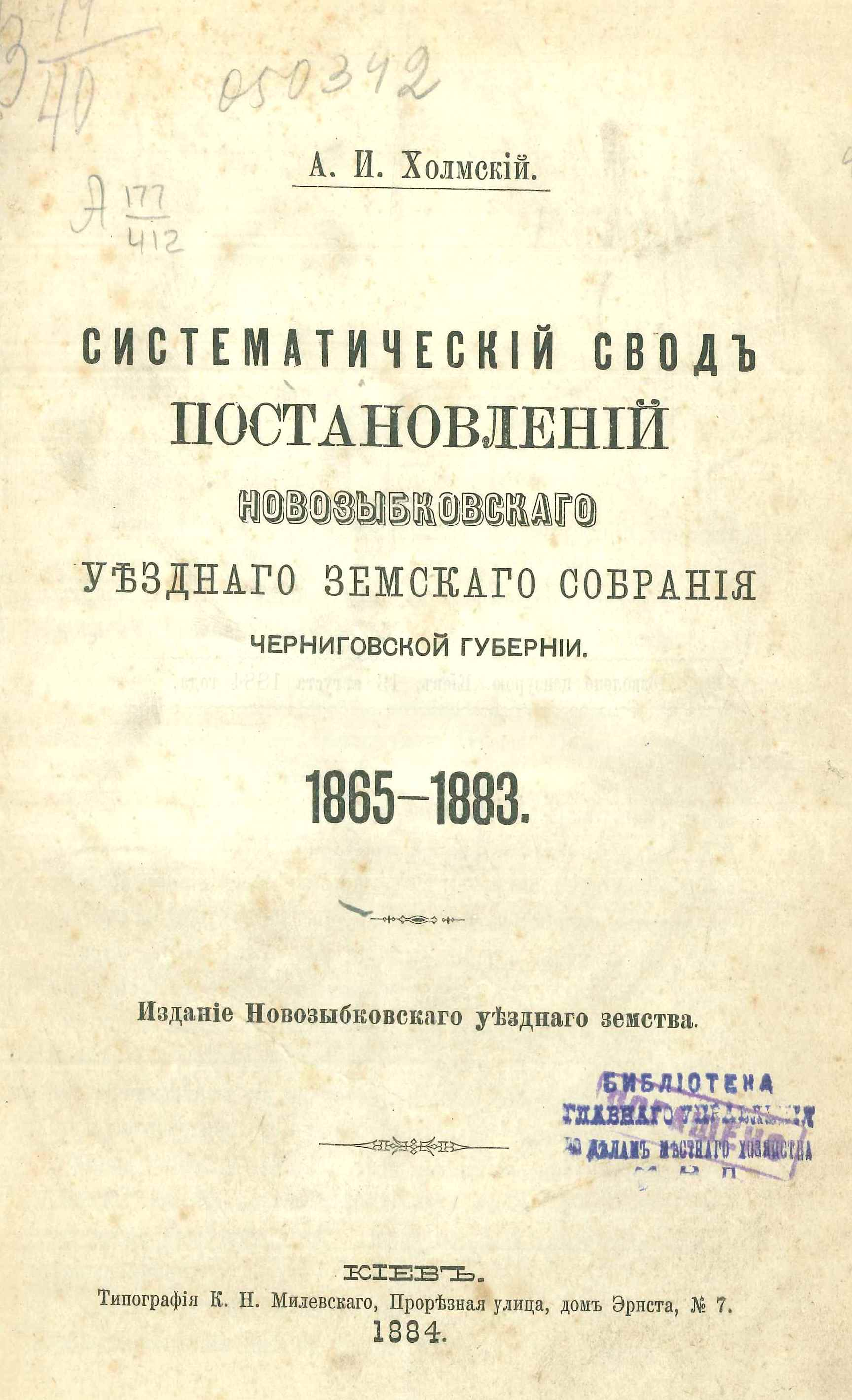
Свод постановлений Новозыбковского уездного земского собрания 1865-1883 гг.

Акт о приеме в эксплуатацию Новозыбковской дистанции Полесских железных дорог был подписан в 1887 году. С этого момента Новозыбковская линия стала активно использоваться в качестве промежуточного пути для перевозки товаров, преимущественно хлеба, древесины и лесоматериалов.
Всего на участке дороги Гомель-Брянск было построено 11 железнодорожных станций, в том числе станция Новозыбков.
В состав станции входило одноэтажное пассажирское здание (вокзал) с двумя залами для пассажиров 1-го и 3-го классов, буфетом, билетной кассой, товарной конторой, телеграфом, кабинетом начальника и комнатой дежурного. Также были сооружены пункт водозабора, товарная платформа, пакгауз (помещение для временного хранения грузов), депо для двух резервных паровозов. В депо имелась своя кузница, мастерская и кладовая. Через станцию проложили несколько путей.
Новозыбковская станция относилась к 11 участку Полесских железных дорог. Начальником этого участка в 1914 году был Гончаров Ф.С., его помощником – инженер путей сообщения Солнцев Н.М.
Саму станцию возглавлял Семенчук А.С. Его помощниками состояли Евмененко В.Е., Кузнецов Г.М., Рыбальченко П.Д. Должности билетного кассира занимал Якимович Ф.С., багажного – Кактин Я.А., по выдаче грузов – Мельников М.Е. Агентом по передаче товара являлся Стукалич М.И. Вопросами телеграфа на участке заведовал потомственный почетный гражданин Ненадкевич Н.А. Медицинскую помощь при необходимости оказывал врач, надворный советник Ковальский Г.А.
Служащие станции периодически проводили собрания, на которых рассматривались наиболее важные вопросы социальных гарантий, оплаты труда, условий их быта. Председателем собрания был избран Дроженко В.А., кассиром – Павлов М.И., секретарем – Ивашкевич А.А.
Для сотрудников станции в Новозыбкове открыли железнодорожное начальное училище, в котором преподавали супруги Монжалей, а также священник С. Гуляницкий.
Служащими станции был выращен собственный сад, где устраивались концерты и представления для горожан.  

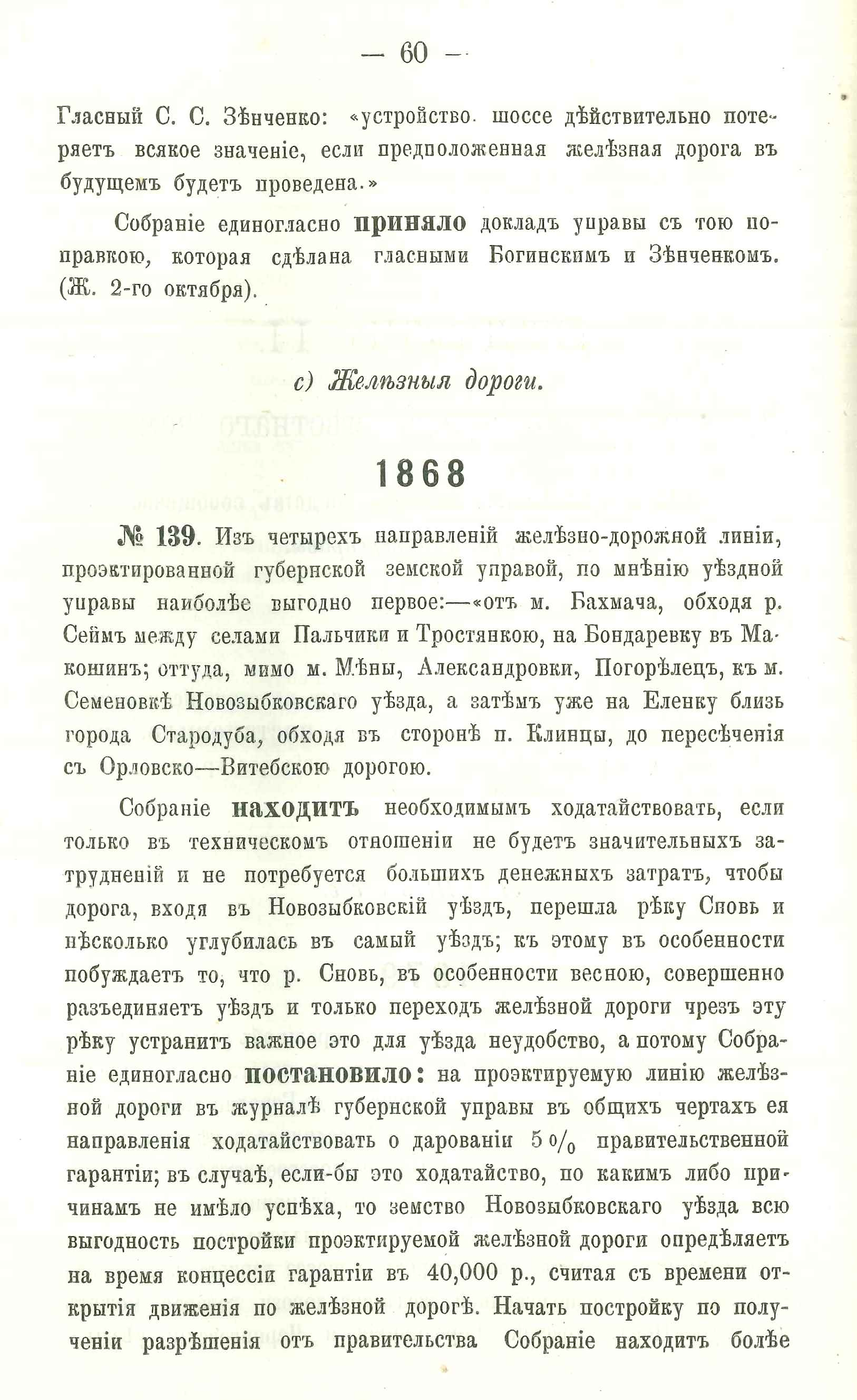
Свод постановлений Новозыбковского уездного земского собрания 1865-1883 гг

Отдельно располагалось управление Новозыбковского подъездного пути. Оно арендовало помещения в здании купца Б. Певзнера что на Базарной площади. Для оперативной связи имело стационарный телефонный аппарат с номером абонента 103. Заместителем управляющего подъездного пути в начале прошлого века был Кукушкин И.Г., секретарем почетный гражданин Петренко А.Е. Начальником конторы состоял Ольшанский В.А. Руководил участком дороги почетный гражданин Ершов Л.З. Делами кассы заведовал Фролов В.И., который был одновременно счетоводом.  
Деятельность Новозыбковского подъездного пути регламентировалась Уставом, который был утвержден Николаем II 16 июня (по старому стилю) 1898 года.
Передвижение поездов через уезд позволило без труда доставлять в Новозыбков: бакалейные товары из Санкт-Петербурга, Москвы, Киева и Риги; мануфактурные из Лодзи, Белостока и посада Клинцы, галантерейные из Варшавы, парфюмерные из Риги, Вильно и даже из-за границы. Благодаря железнодорожному сообщению местные купцы закупали на Нижегородской ярмарке меха и привозили их в город.
По состоянию на 1914 год станция Новозыбков только в направлении Бреста ежегодно отправляла около 1,5 млн. пудов всяческого груза, получала около 3 млн. пудов (преимущественно хлеб, уголь, дрова, другие лесоматериалы).
Следующий этап в истории станции Новозыбков связан с 1898-1901 годами. В этот период построили и открыли железнодорожную линию от Новозыбкова до Новгорода-Северского с ветвью к реке Десне протяженностью в 113 верст и выходом на Киево-Воронежскую железную дорогу. Следуя от Новозыбкова до конечного пункта, поезд делал 11 остановок: Карховка, платформа Покровский монастырь, Климово, Новый Ропск, Карповичи, Семеновка, Костобобр, Завод Угли, Узруй-Завод, Демидово, Новгород-Северский. 

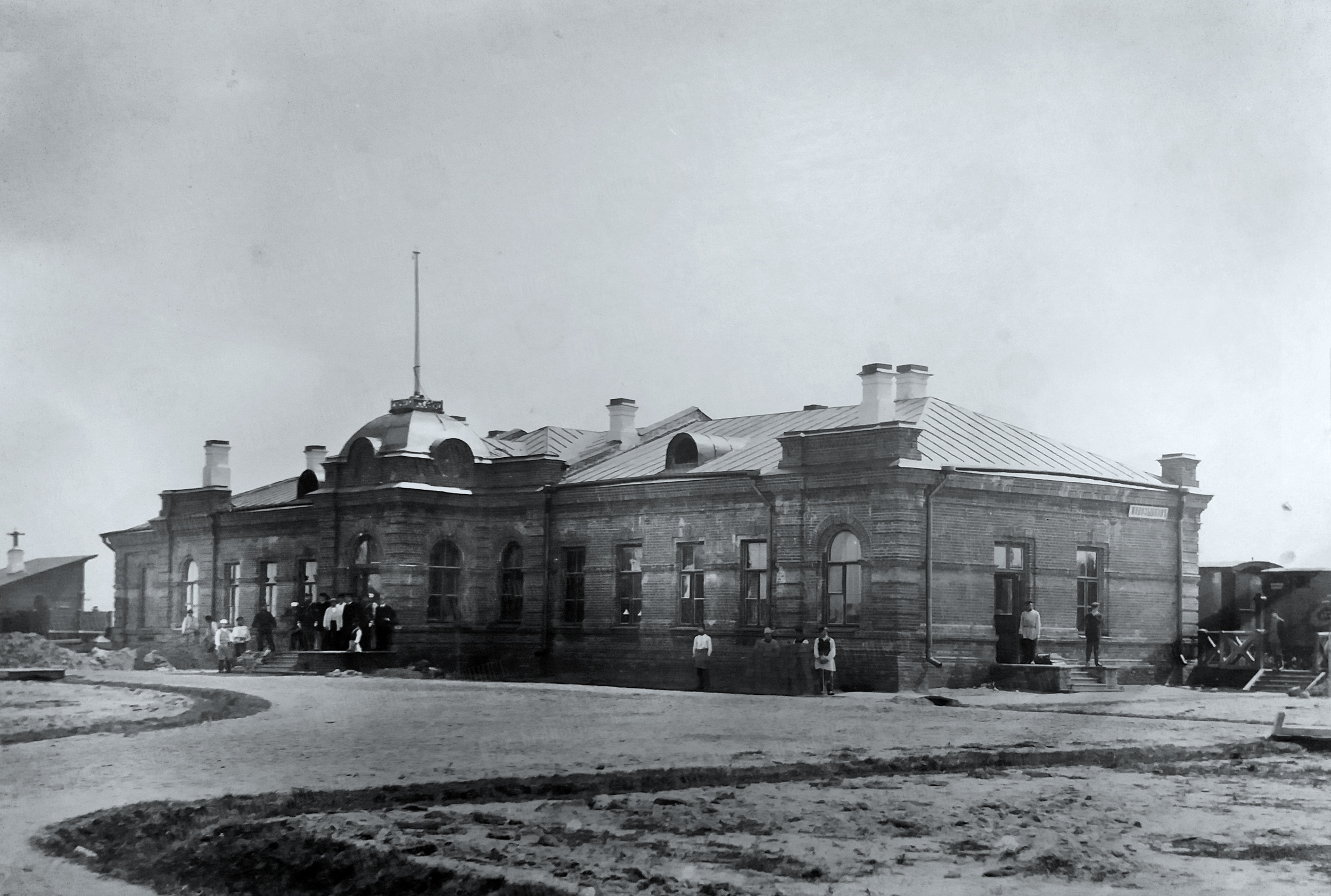
Станция Новозыбков. 1880-е гг.

Изначально предполагалось движение поездов только в ночное время. Затем определились производить движение днем и только 3 пар поездов. При окончательном рассмотрении данного вопроса решили эксплуатировать дорогу обычным порядком, то есть в течение всех суток. 

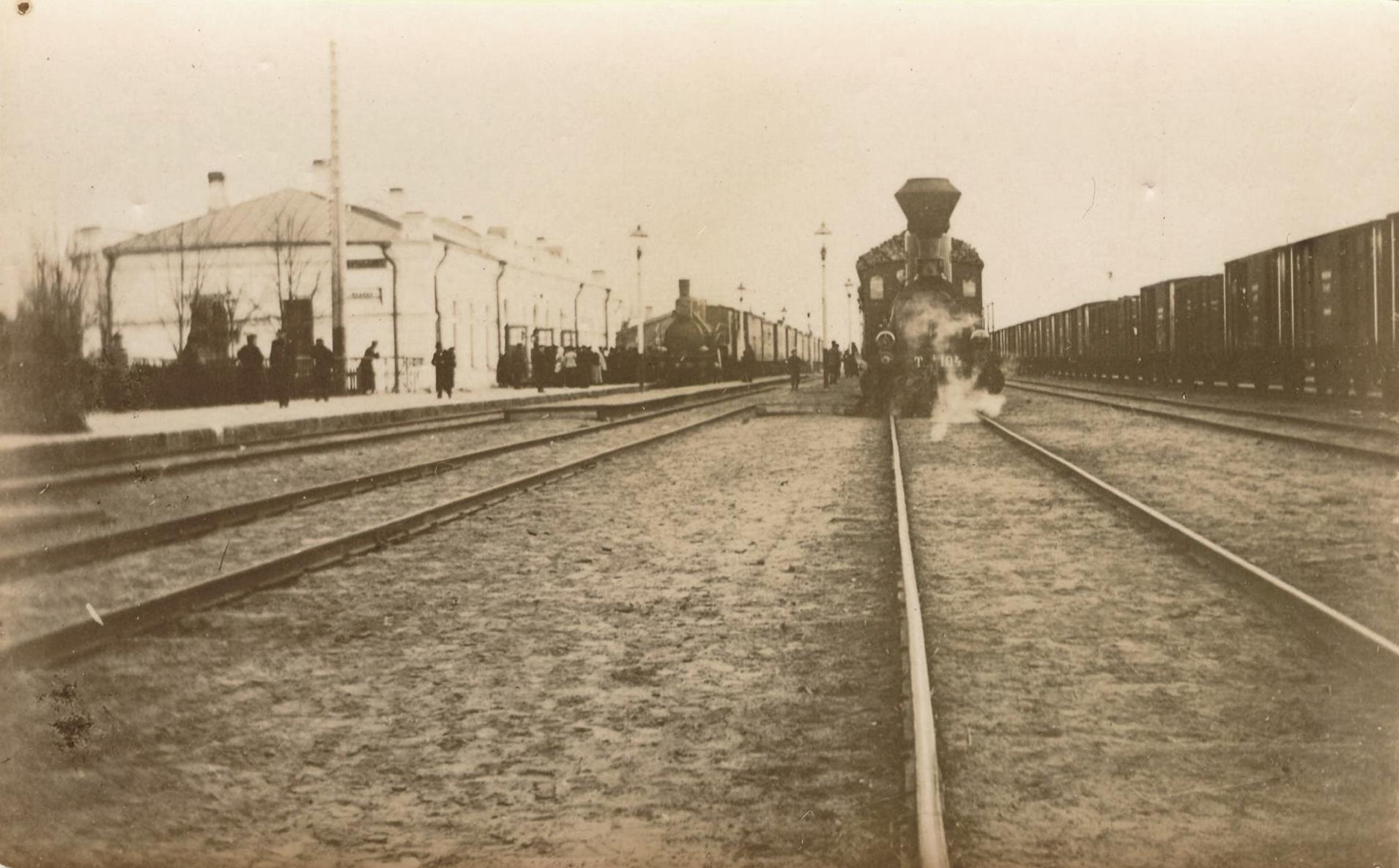
Станция Новозыбков. Конец XIX века

Все подготовительные работы и изыскания на указанном направлении были выполнены в течение 1898 года. По результатам были разработаны детальный проект, расценочная ведомость и план постройки линии.
Работы начаты с весны 1899 года и были завершены к концу 1901 года. Наиболее трудоемкими участками оказались в районе Новгорода-Северского на восьмиверстном спуске к реке Десне, где местность имеет овражистый характер.  
Под полотно дороги было занято 705 десятин земли из 526 казачьих, крестьянских, казенных, городских, церковных владений. Полотно дороги устроили под один путь шириной 2,40 саженей. В ходе работ возвели 57 искусственных сооружений (труб, деревянных мостов). Дорогу снабдили инструментами, предметами и прочими принадлежностями для ремонта. Был устроен электромагнитный телеграф. Налажено телефонное сообщение системы «фонопор». В поезда установлены специальные приборы для переговоров. Вдоль линии построено 24 сторожевых домика, 12 казарм с различными принадлежностями, устроены колодцы. Построено 6 пассажирских зданий на остановках. Оборудовано 5 ледников и погребов. Организовано 2 приемных покоя для оказания медицинской помощи. Водоснабжение устроено на 5 остановках. Для взвешивания вагонов устроен весовой помост. Мастерские при депо Карховки оборудовали станками, машинами, инструментами и прочим инвентарем.
Железнодорожная линия была разделена на 2 санитарных участка под руководством отдельного врача, при котором имелись фельдшера и прислуга. Для больных построили бараки.
Дорогу обеспечили 8 паровозами (5 товарных и 3 легких, построенных на Коломенском заводе). На Брянским рельсопрокатном заводе закупили 100 крытых вагонов. Пассажирские вагоны были заказаны на Балтийском заводе в Петербурге.
В 1900 году рассматривался вопрос о строительстве железнодорожного пути от станции Новозыбков до Орши (Беларусь, Витебская область) через Студенец и Костюковичи длиной 275 верст. Проектируемое направление представлялось полезным для нужд местных жителей и развития промышленности.
Этот путь должен был соединить южное направление (Новозыбков – Новгород-Северский) и ввести в сферу своего влияния район реки Десны и Малороссию. От Орши предполагалось доставлять товары в Балтийские порты. Количество перевозимых грузов должно было составить более 38 млн. пудов, из них леса – 16 млн. пудов, зерна – 2 млн. пудов. Однако в действительности проект этот не был реализован.    

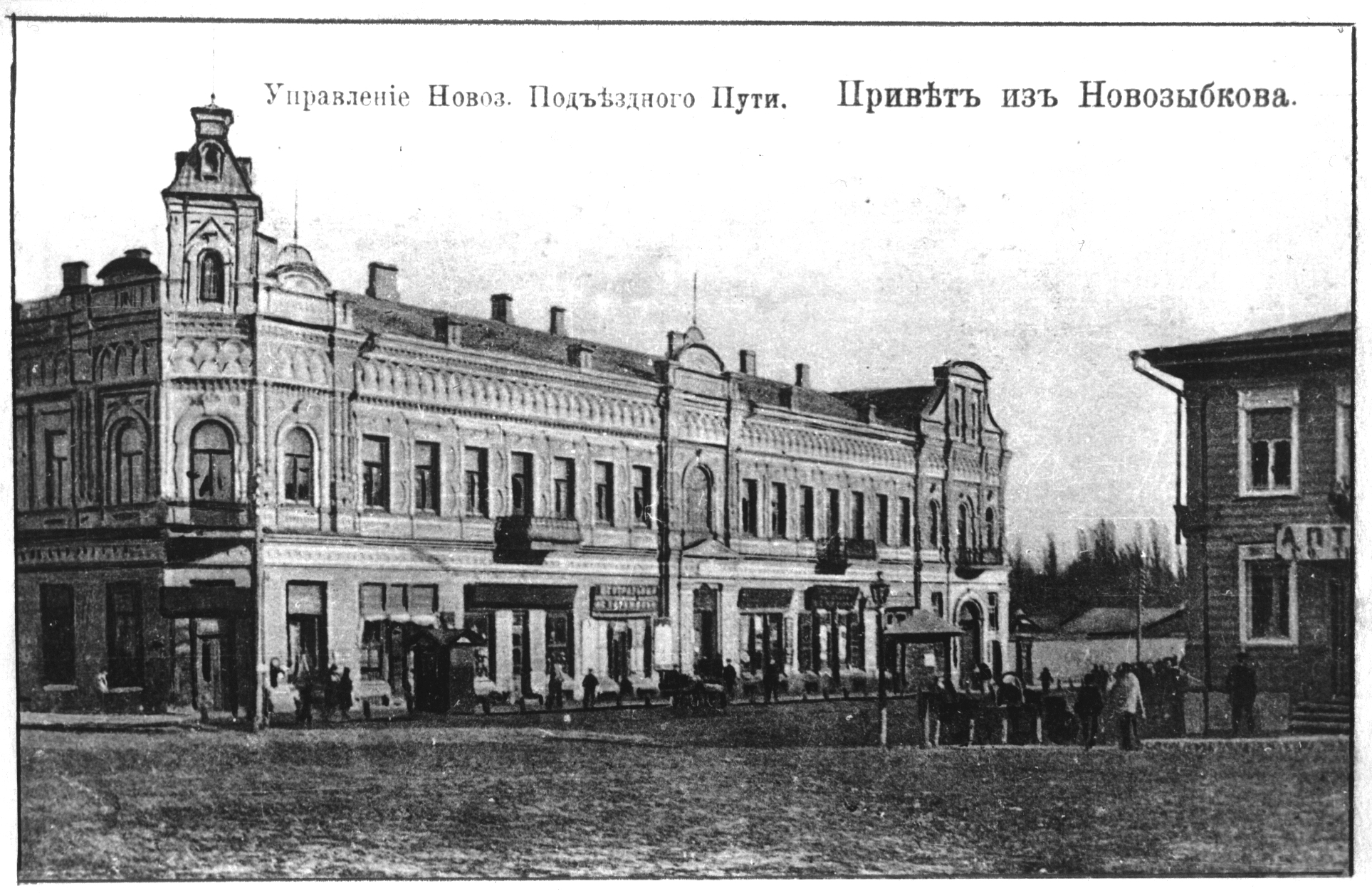
Управление Новозыбковского подъездного пути. Начало XX столетия

В 1899 была построена линия Новозыбков — Терещенская, станция стала узловой. По этой линии проходил пассажирский поезд № 617/618 Москва — Новгород-Северский, который в 1997 году был сокращён до Климова. В течение некоторого времени участок Климов — Семёновка был законсервирован, а вскоре и вовсе разобран. На данный момент движение по линии на трансграничном участке Климов — Семёновка закрыто, станция Климов является тупиковой.

## Расписание движения

### Поезда дальнего следования
На станции останавливаются все проходящие по линии Брянск — Гомель поезда дальнего следования.

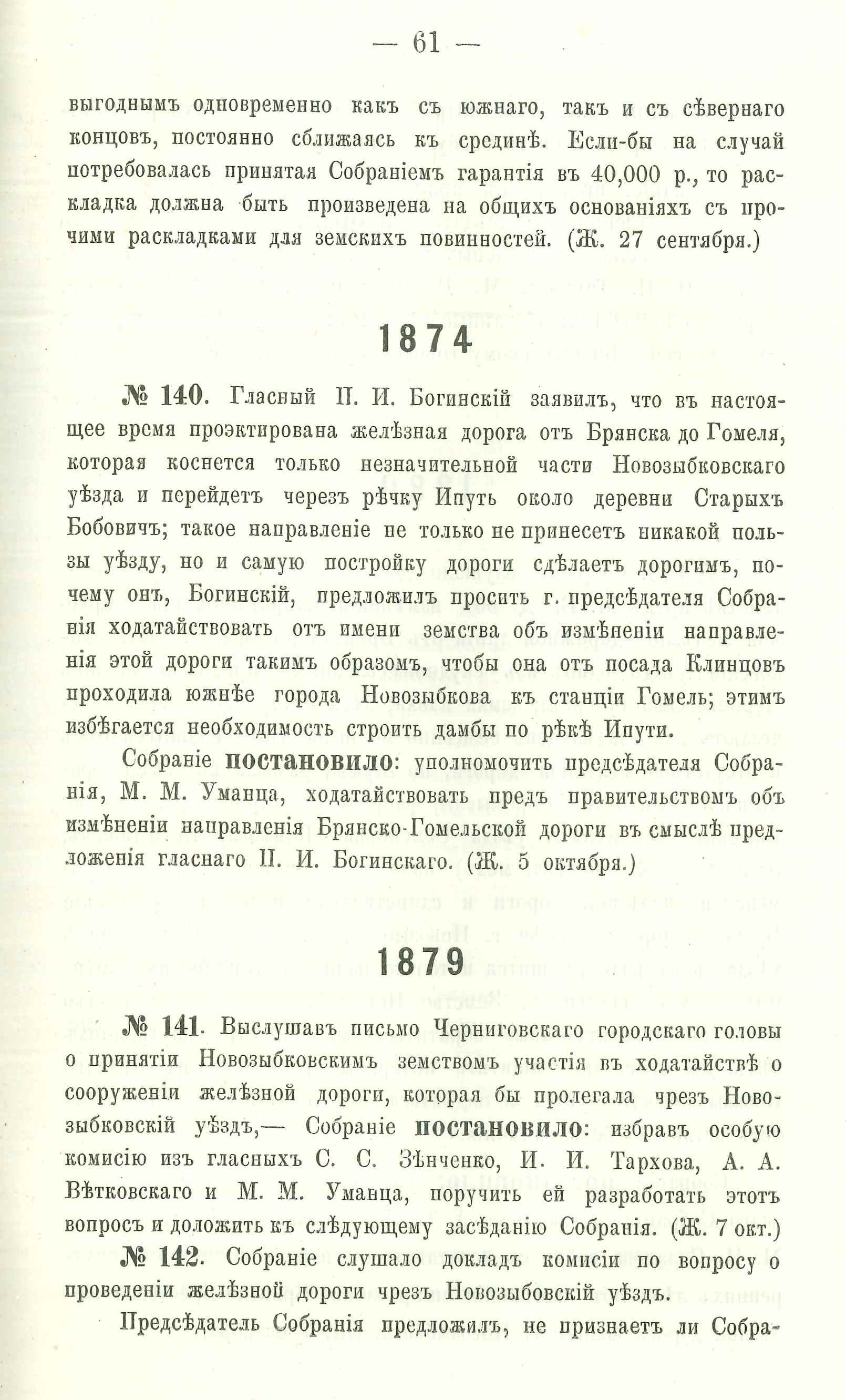
Свод постановлений Новозыбковского уездного земского собрания 1865-1883 гг.

| № поезда | Маршрут движения         | № поезда | Маршрут движения         | Примечание                                                               |
| -------- | ------------------------ | -------- | ------------------------ | ------------------------------------------------------------------------ |
| 85       | Москва — Климов          | 86       | Климов — Москва          |                                                                          |
| 131      | Москва — Новозыбков      | 132      | Новозыбков — Москва      | Дополнительный поезд, назначающийся в дни увеличенного пассажиропотока.  |
| 149      | Минеральные Воды — Минск | 150      | Минск — Минеральные Воды | Не в ходу с 24.03.2020.                                                  |
| 201, 203 | Москва — Новозыбков      | 202, 204 | Новозыбков — Москва      | Дополнительные поезда, назначающиеся в дни увеличенного пассажиропотока. |
| 301      | Адлер — Минск            | 302      | Минск — Адлер            |                                                                          |
| 389      | Анапа — Минск            | 390      | Минск — Анапа            |                                                                          |

### Пригородные поезда
Пригородное сообщение представлено 3–4 парами (в зависимости от дня недели) поездов Унеча — Новозыбков, которые связывают Новозыбков с Клинцами и Унечей, а с учётом стыковки также с Почепом и Брянском.
Пригородное движение в настоящее время не осуществляется:
- на Климов (с 2007 года)[3];
- на Гомель (с 2014 года). С 8 декабря 2019 года Белорусская железная дорога после пятилетнего перерыва возобновила движение поездов из Гомеля в Новозыбков. Трёхвагонные дизель-поезда ДР1Б курсировали дважды в день, утром и вечером.[4] Однако поезд являлся не пригородным, а пассажирским 800-й нумерации (№ 841–844), то есть обслуживаемым моторвагонным подвижным составом, с соответствующими тарифами в межгосударственном сообщении — стоимость проезда по полному маршруту была в 1,6–2,0 раза выше, чем при проезде на автобусе. Всего через 2 месяца, с 10 февраля 2020 года, в связи с крайне низким пассажиропотоком поезд (обе пары) был отменён (также была отменена часть рейсов в период с 1 по 8 февраля в связи с тем, что на них не было продано ни одного билета);
- до станции Злынка (пгт Вышков; с 1 января 2016 года)[5][6].